# Varde Boldklub
Varde Boldklub er tidligere dansk fodboldklub fra Varde. Klubben blev stiftet i 1944 under navnet Arbejdernes Boldklub, men i 1954 ændredes navnet til Varde Boldklub.
Klubben blev pr. 1. januar 1975 fusioneret med Varde Gymnastikforening under det nye navn Varde Idrætsforening.